# هلنه شارفبک
هِلِنِه شَارْفْبِک (سوئدی: هلیان اِسْکیارْبِک) (سوئدی: Helene Schjerfbeck تلفظ سوئدی (لهجه فنلاندی):[helɛ:n ʃærvbek]؛ ۱۰ ژوئیهٔ ۱۸۶۲ – ۲۳ ژانویهٔ ۱۹۴۶) نقاش رئالیست اهل فنلاند بود.خودنگاره‌های وی شهرت زیادی دارند.